# Oecleus perpicta
Oecleus perpicta är en insektsart som beskrevs av Van Duzee 1929. Oecleus perpicta ingår i släktet Oecleus och familjen kilstritar. Inga underarter finns listade i Catalogue of Life.